# Éric Assadourian
Éric Assadourian (in armeno Էրիկ Ասադուրյան?; Saint-Maurice, 24 giugno 1966) è un dirigente sportivo, allenatore di calcio ed ex calciatore francese naturalizzato armeno, di ruolo attaccante. Attualmente ricopre l'incarico di direttore del centro di formazione del Lens.

## Palmarès

### Club

#### Competizioni internazionali
- Coppa Intertoto UEFA: 1

Guingamp: 1996